# REVOKE
REVOKE je příkaz jazyka SQL. Pomocí příkazu REVOKE lze v jazyce SQL odebrat přístupová práva (též privilegia) jednoho nebo více uživatelů k jednotlivým tabulkám.

## Syntaxe
REVOKE práva ON objekt FROM uživatel1[, uživatel2[, uživatel3 ...]];
Objektem se myslí tabulka, pohled, procedura, funkce, trigger, případně další objekty v prostředí SŘBD.
Uživatel se (v MySQL) uvádí ve tvaru uživatelské jméno (použité při přihlašování) + @ + název databázového serveru, např. root@localhost resp. 'jsmith'@'localhost'. Pro všechny uživatele na serveru se místo uživatelského jména může použít hvězdička.

### Práva
Jako práva se zde používají SQL příkazy pro manipulaci s objekty. Např. jazyk MySQL jako práva rozlišuje tato:
- SELECT – možnost zobrazit výběr z tabulky (pohledu)
- INSERT – možnost vkládat do tabulky
- UPDATE – možnost měnit data v tabulkách
- DELETE – možnost mazat řádky z tabulek
- INDEX – možnost vytvořit index u existující tabulky
- CREATE – možnost vytvářet (tabulky, pohledy, …)
- ALTER – možnost měnit strukturu tabulek
- DROP – možnost odstranit tabulky
- GRANT OPTION – možnost přidělit uživateli práva
- ALL – představuje všechna práva
- EXECUTE ON FUNCTION xyz – možnost spouštět funkci xyz
- EXECUTE ON PROCEDURE xyz – možnost spouštět proceduru xyz

Pokud chceme práva přidělit, použijeme příkaz GRANT.